# Calliphora phacoptera
Calliphora phacoptera este o specie de muște din genul Calliphora, familia Calliphoridae. A fost descrisă pentru prima dată de Wulp în anul 1882. Conform Catalogue of Life specia Calliphora phacoptera nu are subspecii cunoscute.